# Speedway Grand Prix
Speedway Grand Prix  – світова серія Гран-Прі зі спідвею, щорічний цикл турнірів, який проводить Міжнародна мотоциклетна федерація (FIM) з 1995 року за підсумками якого визначається чемпіон світу зі спідвею. Чемпіонат світу зі спідвею проводиться з 1936 року. З 1936 по 1995 рік чемпіон визначався в єдиній гонці, в якій брали участь гонщики, які пройшли через відбіркові змагання. 
Починаючи з 1995 року була прийнята система, аналогічна проведення чемпіонату в Формулі-1 і серії MotoGP - світова серія Гран-Прі – Speedway Grand Prix.

## Правила
З роками правила турніру Гран-прі змінювалися. У 1995-1997 роках проводився традиційний турнір із двадцяти заїздів, у якому кожен із шістнадцяти учасників зустрічався між собою, потім, згідно з проміжною класифікацією, учасники розподілялися на чотири фінальні заїзди – з т.зв. фінал D (для місць 13-16) відповідно до фіналу A (для місць 1-4). За кожне місце, зайняте у фінальних заїздах, нараховувалася відповідна кількість балів у загальну класифікацію циклу.
У 1998 році була введена формула за моделлю олімпійської системи, за якою після двох невдалих Заїздів (третє або четверте місце) учасник завершував змагання. Турнір складався з 24 заїздів, включаючи десять кваліфікаційних заїздів, десять звичайних заїздів, два півфінальні заїзди та два фінальні заїзди, і в ньому взяли участь 24 спортсмени. У головному турнірі вісім найкращих спідвеїстів попереднього змагання були посіяні (у випадку першого раунду в певному році це була вісімка кращих у фінальній класифікації Гран-прі минулого року), решта чотирнадцять змагалися за підвищення до цього етапу змагань у кваліфікаційних заїздах. Остаточний порядок визначався у фінальних заїздах: т. зв втішний фінал (за місця 5-8, для гравців, які вибули в півфіналі) і великий фінал (за місця 1-4). Ця система була дещо модифікована у 2002 році, відмовившись, серед іншого, від утішного фіналу і введення двох т. зв ознайомчих заїздів за участю сіяної вісімки у фазі вибування – бігова таблиця складалася з 25 заїздів.
З сезону 2005 повернуто традиційну формулу - 20-серійний турнір для 16 гонщиків, відомий з 1995-1997 років. Замість фіналу A-D було організовано два півфінали для гонщиків, які займали місця 1-8 у проміжній класифікації, з яких два найкращі гонщики з кожного пів фіналу виходили до великого фіналу. Систему підрахунку очок було змінено: першим чотирьом нараховували заздалегідь визначену кількість очок (25, 20, 18 і 16), решта учасників отримували стільки очок, скільки вони набрали під час перших п’яти стартів (заїзди 1-20; без пів фіналу).
Хоча в сезоні 2007 року система підрахунку очок була повністю змінена, правила самого турніру залишилися незмінними. Четверо кращих не нараховувалися очками за місце в підсумковій класифікації конкретного турніру. Відтепер очки з усіх заїздів, в яких брав участь учасник, включаючи півфінал і гранд-фінал, включалися в генеральну класифікацію. 
У 2007-2012 роках очки, набрані учасниками фінального заїзду, множилися двічі (6, 4, 2 і 0 очок). З сезону 2014 року були введені постійні стартові номери для учасників серії за прикладом Формули-1 (раніше номери присуджувалися учасникам зверху вниз в залежності від місця, зайнятого в попередньому сезоні), однак чинний чемпіон світу може використовувати номер 1.
У сезоні 2020 система підрахунку очок була змінена ще раз, але спосіб проведення турніру залишився таким же, як і раніше. Повернуто правила, засновані на системі, відомій з 1995-2004 років, - загальна класифікація включає не суму очок, набраних в окремих гонках, а низхідне число, залежно від підсумкової позиції в даному турнірі. Це мало запобігти ситуаціям, коли учасник другого чи третього місця мав у своїх досягненнях більше очок, ніж переможець усього раунду.
Незалежно від системи, за якою проводилися турніри Гран-прі, очки, набрані в турнірі, перетворюються в очки для загальної класифікації серії. Сума очок у генеральній класифікації з усіх турнірів Гран-прі, кількість яких щороку коливається від 6 до 12, визначає медалі та звання особистого чемпіона світу.

## Гонщики
Кількість гонщиків, які беруть участь у турнірах серії в певному році, є постійним, хоча з роками він змінювався.
У 1995-1997 роках був турнір із двадцяти заїздів: у циклі було 17 постійних учасників, у тому числі 15 Постійних і 2 резервних. Діяла ротаційна система: останні два гонщики в генеральній класифікації після даного турніру займали резервні місця в наступному, а наявні резерви займали їх місце. Ставку доповнював один учасник з Вайлд-кардом (зазвичай це був учасник країни-організатора, хоча на турнірах, де ця країна вже мала свого представника серед повноправних учасників змагань, це правило не завжди дотримувалося).
У 1998 році програма змагань була інноваційною, заснованою на Олімпійській Системі. Ця система дозволяла брати участь у турнірі до 24 гравців (21 постійний учасник і три Вайлд-Кард). Однак у наступному році кількість постійних учасників було збільшено до 22, а кількість Вайлд-Кард зменшилася до 2. Незважаючи на зміну формату змагань у 2002 році (додаткові кваліфікаційні заїзди), кількість учасників не змінилася. 
У 2005 році перевірену 20 заїздну гонку знову повернули (хоча фінальні гонки були змінені порівняно з 1995-1997 роками). Кількість постійних учасників становила 15 осіб, ставку доповнювали один гонщик з Вайлд-Кард і два резервні гонщики (резерви траси, також з країни організатора). Ця система діє і сьогодні.
1995-2022 (Speedway Grand Prix)
- 1995 : Ханс Нільсен  Данія
- 1996 : Біллі Хемілл  США
- 1997 : Грег Хенкок  США
- 1998 : Тоні Рікардссон  Швеція
- 1999 : Тоні Рікардссон  Швеція
- 2000 : Марк Лорам  Велика Британія
- 2001 : Тоні Рікардссон  Швеція
- 2002 : Тоні Рікардссон  Швеція
- 2003 : Нікі Педерсен  Данія
- 2004 : Джейсон Крамп  Австралія
- 2005 : Тоні Рікардссон  Швеція
- 2006 : Джейсон Крамп  Австралія
- 2007 : Нікі Педерсен Данія
- 2008 : Нікі Педерсен  Данія
- 2009 : Джейсон Крамп  Австралія
- 2010 : Томаш Голлоб  Польща
- 2011 : Грег Хенкок  США
- 2012 : Кріс Холдер  Австралія
- 2013 : Тай Воффінден  Велика Британія
- 2014 : Грег Хенкок  США
- 2015 : Тай Воффінден  Велика Британія
- 2016 : Грег Хенкок  США
- 2017 : Джейсон Дойл  Австралія
- 2018 : Тай Воффінден  Велика Британія
- 2019 :  Бартош Змарзлік  Польща
- 2020 :  Бартош Змарзлік  Польща
- 2021 :  Артем Лагута
- 2022 :  Бартош Змарзлік  Польща
- 2023 :  Бартош Змарзлік  Польща